# Kaapverdisch voetbalkampioenschap
Het Kaapverdisch voetbalkampioenschap werd opgericht in 1976. De winnaar mag zich tot kampioen van Kaapverdië kronen. Er was al een regionaal kampioenschap vanaf 1953 toen Kaapverdië nog tot het Portugese Rijk behoorde. De competitie is niet zoals in de meeste landen omdat Kaapverdië een eilandengroep is. Er zijn 10 grote eilanden waarvan er 9 bewoond zijn. Elk van die 9 eilanden heeft een eigen competitie. De kampioenen van elk eiland en de titelverdediger of indien de titelverdediger opnieuw kampioen is de vicekampioen nemen deel aan de eindronde.

## Teams
- Batuque FC
- Boavista
- Botafogo FC
- CS Marítimo
- SC Morabeza
- Solpontense FC
- Académico do Aeroporto
- Barreirense
- Desportivo Ribeira Brava
- GDR do Scorpion Vermelho
- Sporting Boa Vista
- Sporting Praia

## Voor de onafhankelijkheid
| - 1953: Académica (Mindelo) - 1954-55: Geen competitie - 1956: CS Mindelense - 1957-59: Geen competitie - 1960: CS Mindelense - 1961: Sporting Clube da Praia - 1962: CS Mindelense |  | - 1963: CS Mindelense - 1964: Geen competitie - 1965: Académica (Praia) - 1966: CS Mindelense - 1967: Académica (Mindelo) - 1968: CS Mindelense - 1969: Sporting Clube da Praia |  | - 1970: Geen competitie - 1971: CS Mindelense - 1972: CD Travadores - 1973: Castilho (Mindelo) - 1974: CD Travadores |

### Prestatie per club
| Club                    | Titels | Winnende jaren                           |
| ----------------------- | ------ | ---------------------------------------- |
| CS Mindelense           | 7      | 1956, 1960, 1962, 1963, 1966, 1968, 1971 |
| CD Travadores           | 2      | 1972, 1974                               |
| Académica (Mindelo)     | 2      | 1953, 1967                               |
| Sporting Clube da Praia | 2      | 1961, 1969                               |
| Académica (Praia)       | 1      | 1965                                     |
| Castilho (Mindelo)      | 1      | 1973                                     |

## Na de onafhankelijkheid
- 1976: CS Mindelense
- 1977: CS Mindelense
- Geen competitie in 1978 en 1979
- 1980: Botafogo FC
- 1981: CS Mindelense
- 1982: Geen competitie
- 1983: Académico Sal Rei 2-0 CS Mindelense
- 1984: Derby FC (Mindelo) 3 - 2 Académica (Espargos)
- 1985: Sporting Clube da Praia
- 1986: Geen competitie
- 1987: FC Boavista (Praia)
- 1988: CS Mindelense 2-0 0-1 Sporting Clube da Praia
- 1989: Académica (Mindelo)
- 1990: CS Mindelense
- 1991: Sporting Clube da Praia
- 1992: CS Mindelense versloegCD Travadores (Praia)
- 1993: Académica (Espargos) 2-2 2-1 FC Boavista
- 1994: CD Travadores (Praia) 2-0 2-1 SC Atlético
- 1995: FC Boavista (Praia)
- 1996: CD Travadores (Praia)
- 1997: Sporting Clube da Praia
- 1998: CS Mindelense (Mindelo)
- 1999: GD Amarantes (Mindelo) 2-0 1-1 Vulcânicos (São Filipe)
- 2000: Derby FC 1-1 1-0 Académica Operária (Sal-Rei)
- 2001: Onze Unidos (Vila de Maio)
- 2002: Sporting Clube da Praia
- 2003: Académico do Aeroporto 3-1 3-2 FC Ultramarina (Tarrafal)
- 2004: Sal-Rei FC (Sal-Rei) 2-0 1-2 Académica (Praia)
- 2005: Derby FC (Mindelo) 1-1 4-3 Sporting Clube da Praia
- 2006: Sporting Clube da Praia 1-0 2-2 Académico do Aeroporto
- 2007: Sporting Clube da Praia 0-0 1-1 Académica (Mindelo)
- 2008: Sporting Clube da Praia 0-1 3-0 Derby FC
- 2009: Sporting Clube da Praia 2-0 1-1 Académica (Praia)
- 2010: FC Boavista 2-0 2-1 Sporting Clube da Praia
- 2011: CS Mindelense 0-0 1-0 Sporting Clube da Praia
- 2012: Sporting Clube da Praia 1–1, 0–0 SC Atlético (Ribeira Brava)
- 2013: CS Mindelense 3–0, 2–2 Académica Porto Novo
- 2014: CS Mindelense 2–1, 0–0 Académica Fogo
- 2015: CS Mindelense 1–1, 1–1 (4–3 n.p.) FC Derby (Mindelo)
- 2016: CS Mindelense 0-1, 1-0 (5-4 n.p.) Académica Porto Novo
- 2017: Sporting Clube da Praia 2-1, 3-2 FC Ultramarina Tarrafal
- 2018: Académica da Praia 2-0 CS Mindelense

### Prestatie per club
| Club                    | Titels | Winnende jaren                                                         |
| ----------------------- | ------ | ---------------------------------------------------------------------- |
| CS Mindelense           | 12     | 1976, 1977, 1981, 1988, 1990, 1992, 1998, 2011, 2013, 2014, 2015, 2016 |
| Sporting Clube da Praia | 10     | 1985, 1991, 1997, 2000, 2006, 2007, 2008, 2009, 2012, 2017             |
| Derby FC                | 3      | 1984, 2000, 2005                                                       |
| FC Boavista (Praia)     | 3      | 1987, 1995, 2010                                                       |
| CD Travadores           | 2      | 1994, 1996                                                             |
| Académica da Praia      | 1      | 2018                                                                   |
| Académica (Mindelo)     | 1      | 1989                                                                   |
| Académico Sal Rei       | 1      | 1983                                                                   |
| Académico do Aeroporto  | 1      | 2003                                                                   |
| Académica (Espargos)    | 1      | 1993                                                                   |
| GD Amarantes (Mindelo)  | 1      | 1999                                                                   |
| Botafogo FC             | 1      | 1980                                                                   |
| Onze Unidos             | 1      | 1996                                                                   |

### Prestatie per eiland
| Eiland      | Titels | Winnende jaren                                                                                       |
| ----------- | ------ | --- |
| São Vicente | 17     | 1966, 1977, 1981, 1984, 1988, 1989, 1990, 1992, 1998, 1999, 2000, 2005, 2011, 2013, 2014, 2015, 2016 |
| Santiago    | 16     | 1985, 1987, 1991, 1994, 1995, 1996, 1997, 2000, 2006, 2007, 2008, 2009, 2010, 2012, 2017, 2018       |
| Sal         | 2      | 1993, 2003                                                                                           |
| Boa Vista   | 1      | 1983                                                                                                 |
| Fogo        | 1      | 1980                                                                                                 |
| Maio        | 1      | 1996                                                                                                 |